# Matija Skenderović Stipić
Matija Skenderović Stipić (16. studenoga 1913. – 7. rujna 1984.) bila je bačka hrvatska operna pjevačica i glazbeni pedagog.
Rodila se 1913. godine. Nakon studija predavala je u Muzičkoj školi solo pjevanje te nastupala na koncertima. 1951. otišla je raditi u Sloveniju u Ljubljansku operu. 1954. je godine otišla iz Ljubljane u Novi Sad gdje je našla angažman u operi Srpskog narodnog kazališta. 
Značajnije uloge koje je igrala bile su: Leonora u Trubaduru, Tosca u Tosci.